# The Hive
The Hive (с англ. — «улей») — студия звукозаписи в Северном Голливуде, Калифорния, приобретённая американской группой альтернативного рока 311.

## История
The Hive была известна как звукозаписывающая студия ещё в 70-х — 80-х годах прошлого века. Здесь записывались таки исполнители как Missing Persons и Адам Ант. Затем помещение было переоборудовано в студию озвучивания фильмов.
В 2000 году группа 311 выкупает студию, становясь её владельцем и основным пользователем. Здесь коллектив из Омахи записывает пять альбомов: From Chaos (2001), Evolver (2003), Don't Tread on Me (2005), Uplifter (2009) и Universal Pulse (2011).
Прочие исполнители также записывались на студии, например, группа Pepper записала здесь свой хит «Give It Up».